# Physcomitrium bukobense
Physcomitrium bukobense är en bladmossart som beskrevs av Allan James Fife 1982. Physcomitrium bukobense ingår i släktet huvmossor, och familjen Funariaceae. Inga underarter finns listade i Catalogue of Life.